# Wiesława Młodawska
Wiesława Bronisława Młodawska – polska zootechnik, doktor habilitowany nauk rolniczych, profesor na Uniwersytecie Rolniczym im. Hugona Kołłątaja w Krakowie, specjalistka od biologii rozrodu oraz rozrodu zwierząt.

## Kariera naukowa
W 1981 roku została zatrudniona na Uniwersytecie Rolniczym im. Hugona Kołłątaja w Krakowie. W 1982 roku na Uniwersytecie Jagiellońskim uzyskała tytuł magistra biologii. W 1994 roku uzyskała stopień doktora nauk rolniczych w zakresie zootechniki. W 2014 roku Wydział Hodowli i Biologii Zwierząt tej samej uczelni nadał jej stopień doktora habilitowanego nauk rolniczych w dyscyplinie zootechniki na podstawie pracy pt. Struktura i aktywność jajników oraz kompetencja mejotyczna oocytów w okresie dojrzewania płciowego klaczy.